# تربية الخيول
تربية الخيول و تكاثرها، ولا سيما توجه البشرية في اختيار وتزاوج الخيول الانتقائي، ولاسيما الخيول الأصيلة من سلالة معينة. التزاوج المخطط يمكن استخدامها لإنتاج الخصائص المطلوبة تحديداً في الخيول الأليفة الداجنة. إدارة التربية والتكاثر الحديثة باستخدام التقنيات والعلوم الحديثة يمكن أن تزيد من معدل الحمل الصحي، وولادة مهر ناجحة.